# Mooinooi
Mooinooi è una cittadina sudafricana situata nella municipalità distrettuale di Bojanala Platinum nella provincia del Nordovest.

## Geografia fisica
Il piccolo centro abitato sorge ai piedi dei monti Magaliesberg a circa 26 chilometri a sud-ovest della città di Brits.